# Teređ
Teređ ili Teriđ (mađ. Terehegy) je zaselak u južnoj Mađarskoj.

## Zemljopisni položaj
Nalazi se na 45° 51' 37" sjeverne zemljopisne širine i 18° 12' 39" istočne zemljopisne dužine, u neposrednom zapadnom i jugozapadnom susjedstvu gradića Harkanja. Selo Marva je 1 km zapadno, Visov je 2,5 km sjeverozapadno, Crnota je 2,5 km sjeverno, Bišira je 5 km sjeverno-sjeverozapadno, Jud je 4 km sjeveroistočno, Pačva je 1,5 km južno, Kovačida je 2,5 km jugozapadno, a Sredalj je 4 km jugozapadno.

## Upravna organizacija
Upravno pripada gradiću Harkanju u Šikloškoj mikroregiji u Baranjskoj županiji.
Do 1. travnja 1977. godine bio je samostalnim selom, a onda je upravno pripojen Harkanju.

## Promet
Tik istočno od Teređa prolazi željeznička prometnica Šikloš-Šeljin. S druge strane pruge je željeznička postaja. Neposredno istočno od Teriđa se nalazi i ogranak-zaobilaznica državne ceste br. 58 koja zaobilazi uži Harkanj.

## Stanovništvo
Iako je naselje vidljivo na zemljovidima, mađarski popis od 2001. ne prikazuje broj stanovnika u Teređu (Teriđu).

## Vanjske poveznice
- (engl.) Teređ/Teriđ na fallingrain.com